# Mira Valentin

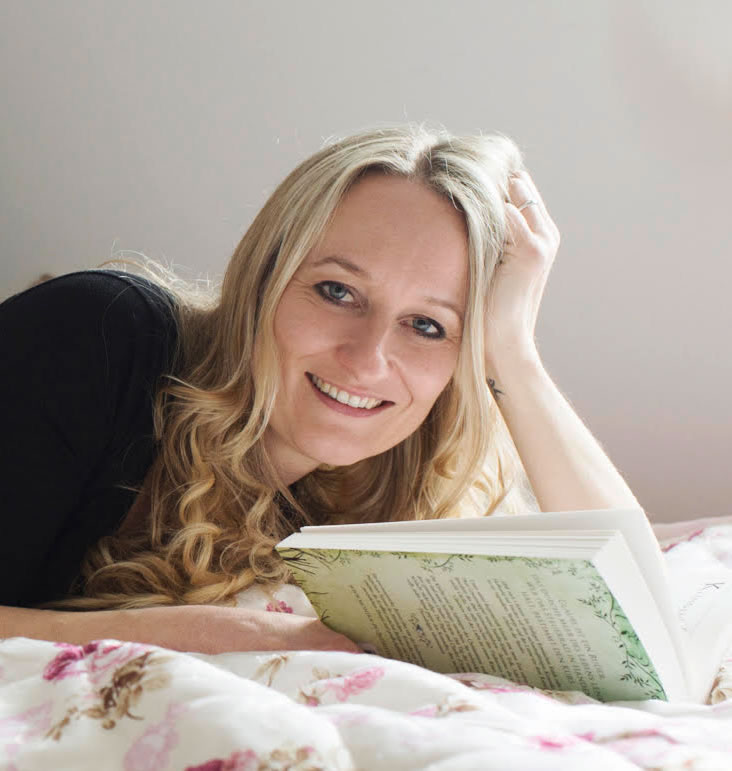
Mira Valentin (2018)

Mira Valentin (* 9. April 1977 in Wertingen, eigentlich Regina Käsmayr) ist eine deutsche Journalistin, High-Fantasy-, Urban-Fantasy-, Krimi- und Sachbuchautorin.

## Biographie

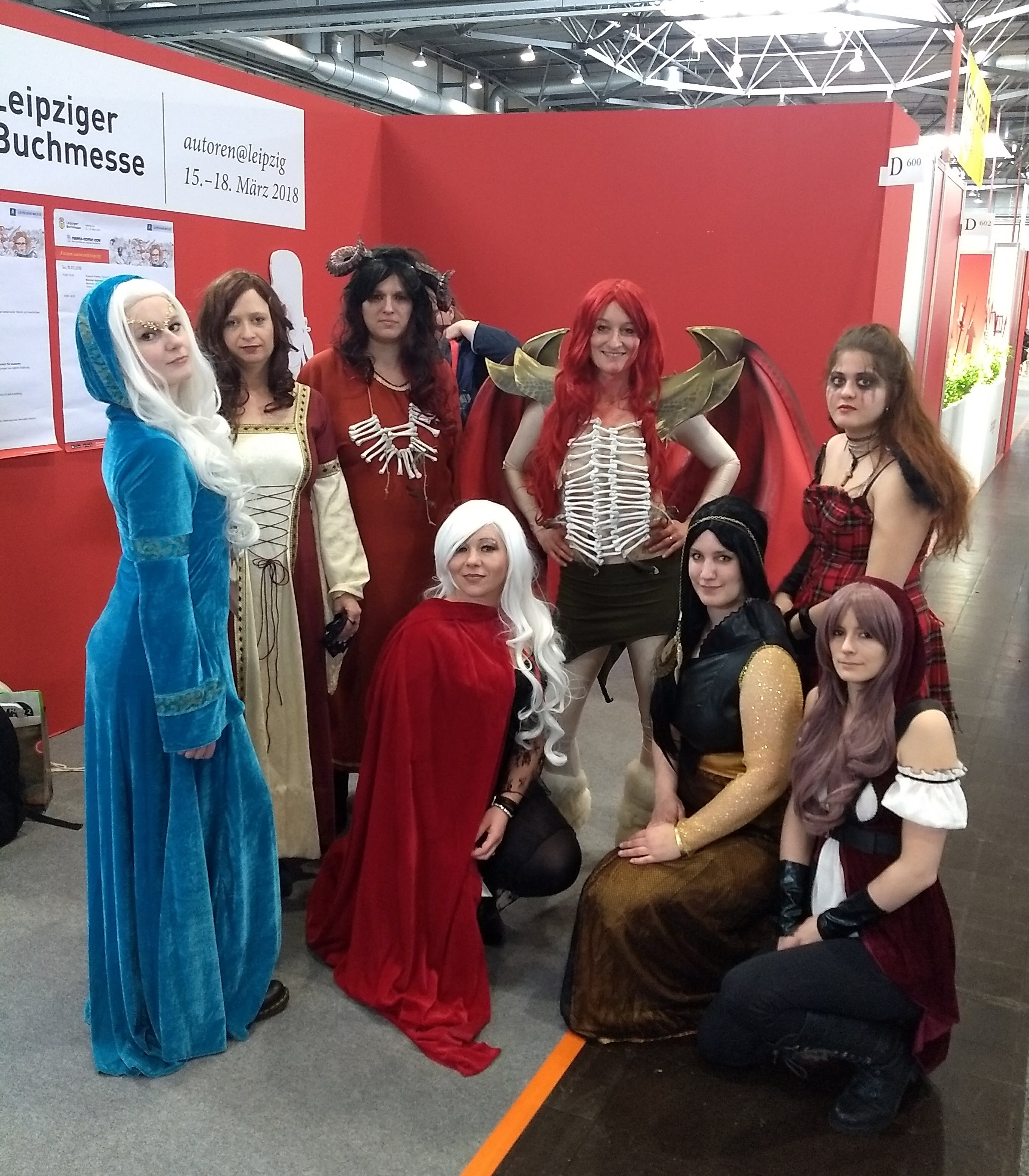
Mira Valentin und ihre Cosplayer auf der Leipziger Buchmesse 2018

Regina Käsmayr besuchte nach der Grundschule das Gymnasium in Wertingen bis zum Abitur. Sie war von 1996 bis 1998 Volontärin beim Katholischen Sonntagsblatt Rottenburg-Stuttgart und absolvierte eine Ausbildung an der Katholischen Journalistenschule ifp in München. Nebenberuflich machte sie eine Ausbildung als Reitlehrerin und arbeitete ein halbes Jahr als Reitlehrerin bei Reit- und Musikferien in Dänemark. 2000 wurde sie Redakteurin bei dem Reitsportmagazin Cavallo. 2001 wechselte sie als Redakteurin zu X-MAG, einem Jugendmagazin im Katholischen Medienverband, und bereiste im Zuge ihrer Tätigkeit dort über 30 Länder für Auslandsreportagen. Aus den dabei entstanden Erfahrungen und Eindrücken schöpft sie als Autorin noch heute. Seit 2007 arbeitet Käsmayr als freiberufliche Journalistin und Buchautorin.
Die Autorin lebt mit ihrer Familie im hessischen Dautphetal.

## Werdegang als Autorin
Im Dezember 2015 erschien unter dem Pseudonym Mira Valentin ihr Debüt, die Urban-Fantasy-Buchreihe Talente, im Carlsen Verlag unter dem Label Bittersweet, später Impress, als E-Book und im März 2016 als Taschenbuch. Im September 2021 veröffentlichte die Autorin den ersten Band erneut mit überarbeitetem Cover und in einer gebundenen Ausgabe. Ende 2021 und Anfang 2022 wurde die Reihe als Hörbücher von Audible Studios produziert. Als Sprecher kamen Heike Warmuth und, im dritten Band 3 ergänzend, Robert Frank zum Einsatz.
Für ihr Jugendbuch aus dem Jahr 2017 Der Mitreiser und die Überfliegerin erhielt die Autorin auf der Frankfurter Buchmesse 2017 den renommierten „Kindle Storyteller Award 2017“ für Selfpublisher.
Im März 2017 veröffentlichte sie den ersten Teil der Enyador-Saga, der zweite Teil ist im Dezember desselben Jahres als E-Book erschienen und im Januar 2018 als Taschenbuch. Band 3 und 4, Die Flammen von Enyador und Das Vermächtnis von Enyador, erschienen im April und Mai 2019. Die komplette Reihe wurde auch als Hörbücher veröffentlicht, gelesen von Robert Frank, produziert von Audible Studios. Die Buchreihe wurde in die koreanische Sprache übersetzt und vom Verlag Silence Books in Südkorea im Jahr 2019 veröffentlicht.
Im Jahr 2018 und 2019 veröffentlichte sie, zusammen mit der Fantasy-Autorin Kathrin Wandres, die zweiteilige Fantasy-Reihe Die Keloria-Saga. Es folgte, in Kooperation mit dem Autor Erik Kellen, die dreiteilige Fantasy-Reihe Die Lichtsplitter-Saga im Jahr 2019 und 2020. Der Dreiteiler wurde als Hörbuch-Reihe von Audible Studios produziert, und wie die Enyador-Saga, von Robert Frank als Sprecher eingelesen.
Zeitgleich mit den Arbeiten an der Lichtsplitter-Saga entwickelte die Autorin die vierteiligen Wikinger-Saga Nordblut. Von der Reihe sind bislang drei erschienen. Der vierte Band folgt im Frühjahr 2022. Auch hier sind bereits Hörbuch-Adaptionen erschienen, von Audible Studios produziert und eingelesen von Sprecher und Schauspieler Richard Barenberg.
Mit HOCHDORF – Hasse deinen Nächsten erschien im März 2019 ein Krimi der Autorin unter dem Pseudonym Kim Roberts.
Mira Valentin ist in der Leser- und Autorenszene vor allem durch ihre auffallenden Cosplays auf Buchmessen und bei Lesungen bekannt. Zusammen mit einer Reihe von Lesern tritt sie in der Öffentlichkeit meist als eine ihrer Buchfiguren auf.

## Die Weltenbauer³ Autorengruppe
Gemeinsam mit den Fantasyautoren Sam Feuerbach und Greg Walters bildet Mira Valentin die Autorenvereinigung Die Weltenbauer³. Im November des Jahres 2020 veröffentlichten die Autorin und die beiden Autoren das erste gemeinsame Werk mit dem Titel Die Prüfung als E-Book und Taschenbuch. Band 1 der 3-teiligen Fantasyreihe Schattenstaub. Das dazugehörige Hörbuch wurde durch Audible Studios produziert, von Robert Frank eingelesen und erschien im April 2021. Die Veröffentlichung von Band 2 mit dem Titel Die Suche erfolgte im Mai 2021 als E-Book und Taschenbuch und dessen Hörbuch Adaption am 1. Juni 2021. Mit Band 3 Die Wandlung wurde die Trilogie im Februar 2022 abgeschlossen. Auch dieser Band ist als E-Book und Taschenbuch erschienen. Audible hat die dazugehörige Hörbuchfassung für April 2022 angekündigt, wieder mit Robert Frank als Sprecher.

## Werke

### AlsRegina Käsmayr
- Strom – ein schwäbischer Krimi – Shaker Media 2008, ISBN 978-3-940459-53-4.
- Pferde im Laufstall: Planungshilfen für die artgerechte Haltung – mit Sigrid Koch, Shaker Media 2009, ISBN 978-3-86858-011-2.
- Pferde gymnastizieren: Leichte Dressur in freier Natur – BLV Buchverlag 2012, ISBN 978-3-8354-0914-9.
- Annerscht: Ein Leben mit Contergan – mit Gunhild Krämer-Kornja, Books on Demand 2012, ISBN 978-3-8482-0215-7.

### AlsMira Valentin
- Der Mitreiser und die Überfliegerin. – LAGO, München 2017, ISBN 978-3-95761-183-3.

#### Die Talente-Reihe
- Das Geheimnis der Talente. Selfpublishing, Dautphetal 2021, ISBN 978-3-7543-3876-6.
- Das Bündnis der Talente. Bittersweet, Hamburg 2016, ISBN 978-3-551-30054-6.
- Der Krieg der Talente. Bittersweet, Hamburg 2016, ISBN 978-3-551-30055-3.
- Das Schicksal der Talente – Prequel – Impress, Hamburg 2017

#### Enyador-Saga
- Die Legende von Enyador – Selfpublishing, Dautphetal 2017, ISBN 978-3-7431-1760-0.
- Die Wächter von Enyador – Selfpublishing, Dautphetal 2018, ISBN 978-3-7460-6917-3.
- Die Flammen von Enyador – Selfpublishing, Dautphetal 2018, ISBN 978-3-7528-0959-6.
- Die Chronik von Enyador – Spin-Off zur Enyador-Saga – Selfpublishing, Dautphetal 2018, ISBN 978-3-7460-4449-1.
- Das Vermächtnis von Enyador – Selfpublishing, Dautphetal 2019, ISBN 978-3-7481-7293-2.

#### Die Keloria-Saga
(Als Co-Autorin mit Kathrin Wandres)
- Das Flüstern des Waldes – Impress, Hamburg 2018, ISBN 978-3-551-30128-4.
- Das Raunen der Berge – Impress, Hamburg 2019, ISBN 978-3-646-60481-8.

#### Die Lichtsplitter-Saga
(Als Co-Autorin mit Erik Kellen)
- Band 1 Windherz – Selfpublishing, 2019, ISBN 978-3-7481-1216-7.
- Band 2 Flammenklinge – Selfpublishing, 2020, ISBN 978-3-7494-8002-9.
- Band 3 Donnerseelen – Selfpublishing, 2020, ISBN 978-3-7519-6742-6.

#### Nordblut Wikinger-Saga
- Nordblut 1: Wölfe wie wir – Selfpublishing, 2020, ISBN 978-3-7494-7105-8.
- Nordblut 2: Spiel der Götter – Selfpublishing, 2020, ISBN 978-3-7526-0600-3.
- Nordblut 3: Gegen den Wind – Selfpublishing, 2021, ISBN 978-3-7534-5873-1.

#### Schattenstaub
Trilogie zusammen mit den Autoren Greg Walters und Sam Feuerbach:
- Die Prüfung. bene Bücher, Erkrath 2020, ISBN 978-3-947515-61-5
- Die Suche. bene Bücher, Erkrath 2021, ISBN 978-3-947515-62-2
- Die Wandlung. bene Bücher, Erkrath 2022, ISBN 978-3-947515-63-9

### Minen der Macht
Mit den Autoren Bernhard Hennen, Sam Feuerbach, Greg Walters und Torsten Weitze:
- Minen der Macht: Der Unheiler. Fischer Tor, 2023 ISBN 978-3-596-70856-7
- Minen der Macht: Der Formbrecher, Fischer Tor, 2023 ISBN 978-3-596-70857-4
- Minen der Macht: Der Grauzorn. Fischer Tor, 2024, ISBN 978-3-596-70858-1
- Minen der Macht: Der Blutsturm. Fischer Tor, 2025, ISBN 978-3-596-71119-2

### AlsKim Roberts
- HOCHDORF – Hasse deinen Nächsten – Selfpublishing, 2019, ISBN 978-3-7386-1747-4.

### Hörbücher als Mira Valentin (Download)

#### Enyador-Saga
- Die Legende von Enyador – gelesen von Robert Frank, Audible Studios 2018, 9 h 52 m
- Die Wächter von Enyador – gelesen von Robert Frank, Audible Studios 2019, 10 h 08 m
- Die Flammen von Enyador – gelesen von Robert Frank, Audible Studios 2019, 10 h 10 m
- Das Vermächtnis von Enyador – gelesen von Robert Frank, Audible Studios 2019, 13 h 34 m

#### Lichtsplitter-Saga
- Windherz – gelesen von Robert Frank, Audible Studios 2020, 9 h 49 m
- Flammenklinge – gelesen von Robert Frank, Audible Studios 2020, 10 h 48 m
- Donnerseelen – gelesen von Robert Frank, Audible Studios 2020, 13 h 11 m

#### Nordblut Wikinger-Saga
- Wölfe wie wir – gelesen von Richard Barenberg, Audible Studios 2020, 10 h 11 m
- Spiel der Götter – gelesen von Richard Barenberg, Audible Studios 2020, 9 h 19 m
- Gegen den Wind – gelesen von Richard Barenberg, Audible Studios 2021, 13 h 15 m

#### Schattenstaub
Trilogie mit Greg Walters und Sam Feuerbach:
- Band 1: Die Prüfung, Audible Studios, 2021, gelesen von Robert Frank, 12 h 07 m
- Band 2: Die Suche, Audible Studios, 2021, gelesen von Robert Frank, 12 h 05 m
- Band 3: Die Wandlung, Audible Studios, 2022, gelesen von Robert Frank, 14 h 08 m

#### Talente-Reihe
- Das Geheimnis der Talente – gelesen von Heike Warmuth, Audible Studios 2021, 15 h 32 m
- Das Versprechen der Talente – gelesen von Heike Warmuth, Audible Studios, 2022, 15 h 6 m
- Der Krieg der Talente – gelesen von Heike Warmuth und Robert Frank, Audible Studios, 2022, 18 h 52 m

#### Weitere Hörbücher
- Der Mitreiser und die Überfliegerin – gelesen von Julian Horeyseck, Audible Studios 2017, 8 h 49 m
- Das Flüstern des Waldes – gelesen von Jeremias Koschorz und Edith Stehfest, Impress Audio 2018, 7 h 52 m

## Auszeichnungen
- Caritas-Journalistenpreis Baden-Württemberg für eine Reportage über Straßenkinder in Stuttgart (1997)
- Katholischer Medienpreis für eine Reportage über psychisch Kranke in West-Afrika (2003)
- Goldener Steigbügel (3. Platz) für einen Fachartikel über Pferdebeine (2012)
- Platz 2 der „Besten deutschsprachigen Debütautoren“ bei LovelyBooks (2016)[4]
- Gewinner des Kindle Storyteller Award 2017 mit „Der Mitreiser und die Überfliegerin“[5]
- Gewinner des SERAPH 2020 mit „Windherz“ gemeinsam mit Erik Kellen in der Kategorie „Bester Independent Titel“.[6]